# Throckmorton, England
Throckmorton är en ort och civil parish i Storbritannien.   Den ligger i grevskapet Worcestershire och riksdelen England, i den södra delen av landet, 150 km nordväst om huvudstaden London. Throckmorton ligger 35 meter över havet och antalet invånare är 200.
Terrängen runt Throckmorton är huvudsakligen platt, men söderut är den kuperad. Runt Throckmorton är det ganska tätbefolkat, med 179 invånare per kvadratkilometer. Närmaste större samhälle är Worcester, 13,8 km väster om Throckmorton. Trakten runt Throckmorton består till största delen av jordbruksmark.